# Shinobu Asagoe
Shinobu Asagoe (浅越しのぶ?) es una jugadora de tenis profesional retirada, nacida el 28 de junio de 1976 en la Hyōgo, Japón.